# Kan doktorn komma? (film)
Kan doktorn komma? är en svensk dramafilm från 1942 i regi av Rolf Husberg. Filmen är baserad på Einar Wallquists roman med samma namn och i rollerna ses bland andra Olof Widgren, Birgit Tengroth och Björn Berglund.

## Handling
Det är midsommarafton i Lappland och en doktor rycker ut till en avlägsen plats. På vägen träffar han den unge nybyggaren Bengt som slår honom följe och när de anländer till platsen finner de att Anna i Kraja redan har börjat förbereda för doktorns arbete. Bengt fattar tycke för Anna och när hennes mor dör börjar han att hjälpa henne med gården.
Jon i Jovik ägnar sig åt tjuvskytte och en dag är han nära att åka fast. Bengt blir oskyldigt anklagad för att vara den som angivit honom och när Anna får reda på detta vill hon inte längre veta av honom.
En tid senare insjuknar Anna i blindtarmsinflammation och måste till en doktor, men dimma hindrar flygambulansen från att kunna hämta henne. Istället forslar Bengt Anna på en båt nedför forsen. När Anna skiljs från Bengt talar hon om att hon älskar honom och ber honom att vänta på henne.

## Om filmen
Inspelningen ägde rum mellan den 23 juli och 3 oktober 1942 i Sandrews ateljéer i Stockholm samt i trakten runt Arjeplog. Manusförfattare var Erik Lundegård och Rune Waldekranz, produktionschef Waldekranz, fotograf Olle Nordemar och klippare Husberg. Originalmusik komponerades av Lars-Erik Larsson och i övrigt användes "Jesus är ett tröstrikt namn" av Basilius Förtsch. 
Filmen premiärvisades den 21 december 1942 på biografen Grand i Stockholm, är 97 minuter lång och barntillåten. Den har visats vid ett flertal tillfällen på SVT, bland annat 2 september 2019.

## Rollista
- Olof Widgren – doktorn
- Birgit Tengroth – Anna i Kraja
- Björn Berglund – Bengt Hansson
- Emil Fjellström – Jon i Jovik
- Birger Åsander – Edgar, Jons son
- Aurore Palmgren – mor Sara i Jovik
- Bertil Ehrenmark – kronojägaren
- Elsa Desolneux – Sigrid, Annas syster
- Håkan Åsell – Per, Annas bror
- Siv Læstander	– Maj, Annas syster
- Ulf Berggren – lillpojken, Annas bror
- Blenda Bruno – syster Ruth, mottagningssköterska
- Georg Dalunde – fattigvårdsnämndens ordförande
- Allan Norberg	– fanjunkaren vid ambulansflyget i Boden

Ej krediterade
- Gerda Boman – doktorns hushållerska
- Edvin Widman – Pava, lappfar
- Signe Lundberg-Settergren – mor Karin i Kraja, Annas mor
- Otto Elfstrand – Nicke, gammal man på ålderdomshemmet
- Anders Nyström – pojken med tandvärk
- Elsa Nilsson – ett sjukvårdsbiträde
- Albin Erlandzon – ledamot av fattigvårdsnämnden
- Alma Bodén – sängliggande gumma
- Edgar Carlberg – stand-in för Björn Berglund i forsfärden